# Rotscheitel-Laubenvogel
Der Rotscheitel-Laubenvogel (Sericulus bakeri) ist eine Art aus der Familie der Laubenvögel (Ptilonorhynchidae). Er ist mit einer Körperlänge von etwa 27 Zentimeter ein verhältnismäßig kleiner Laubenvogel. Er kommt ausschließlich im Osten von Papua-Neuguinea vor und zählt zu den Arten dieser Gattung, zu dessen Balzverhalten der Bau einer Laube durch das Männchen gehört. Wie für Laubenvögel typisch besteht ein auffallender Geschlechtsdimorphismus.
Es werden für den Rotscheitel-Laubenvogel keine Unterarten unterschieden.
Die Bestandssituation des Rotscheitel-Laubenvogels wird von der IUCN mit potentiell gefährdet (near threatened) eingestuft.

## Beschreibung
Die Männchen des Rotscheitel-Laubenvögel erreichen eine Körperlänge von bis zu 26,5 Zentimeter, wovon zwischen 7,7 und 8,3 Zentimeter auf den Schwanz entfallen. Die Weibchen werden mit einer Körperlänge von bis zu 27 Zentimeter geringfügig größer. Bei ihnen fallen zwischen 8 und 9,1 Zentimeter auf das Schwanzgefieder. Die Schnabellänge beträgt bei den Männchen zwischen 2,7 und 3 Zentimeter und bei den Weibchen zwischen 3 und 3,3 Zentimetern. Männchen wiegen zwischen 178 und 183 Gramm, Weibchen erreichen ein Gewicht zwischen 164 und 184 Gramm.

### Erscheinungsbild des Männchens
Bei den Männchen ist der Scheitel orangerot mit kleinen schwarzen Punkten. Die glänzend orangeroten Nackenfedern sind mähnenartig stark verlängert. Das übrige Körpergefieder ist überwiegend schwarz, Gesicht, Kehle, Brust und Flügel haben dabei im Licht einen bläulichen Schimmer. Die Arm- und Handschwingen sind schwarz mit einer chromgelben bis orangegelben Basis, so dass die Männchen auch bei zusammengefalteten Flügeln einen auffallenden Flügelspiegel aufweisen. Das Schwanzgefieder ist schwarz. Die Iris ist weißgrau, weißlich bis blass gelb. Der Schnabel ist blaugrau mit einer schwarzen Spitze. Die Beine und Füße sind schwärzlich.

### Erscheinungsbild der Weibchen
Die Weibchen sind auf der Körperoberseite bräunlich olivfarben. Der Kopf ist etwas blasser, die Ohrdecken und Zügel sind dabei noch mal etwas heller. Einzelne Federn der Körperoberseite haben cremeweiße Federschäfte, wodurch das Gefieder insbesondere auf dem Mantel leicht gestrichelt wirkt. Die Körperunterseite hat eine schmutzig weiße Grundfarbe. Kinn und Kehle weisen eine schmale braun-olivfarbene Querbänderung auf. Auf der übrigen Körperunterseite ist diese Querbänderung etwas breiter. Die Iris ist dunkelbraun. Der Schnabel ist ebenfalls dunkelbraun. Die Beine und Füße sind bräunlich bis bleigrau.

## Verbreitung und Lebensraum

Madang Province in Papua-Neuguinea, in der das Verbreitungsgebiet des Rotscheitel-Laubenvogels liegt

Der Rotscheitel-Laubenvogel kommt endemisch im Adelbertgebirge von Papua-Neuguinea vor. Das Adelbertgebirge liegt in der Madang Province, einer Provinz im Nordosten von Papua-Neuguineas, die mit 29.000 Quadratkilometer etwa so groß ist wie Nordrhein-Westfalen. Der Rotscheitel-Laubenvogel kommt hier in einem etwa 570 Quadratkilometer großen Gebiet dieses Gebirges vor, dessen höchster Gipfel 1716 Meter misst. Das vergleichsweise unzugängliche Gebirge ist mit Regenwald bestanden und zeichnet sich durch seine hohe Biodiversität aus. Es kommen etwa 700 Vogelarten dort vor, darunter 38 verschiedene Arten der Paradiesvögel.
Der Rotscheitel-Laubenvogel besiedelt in diesem Gebirge typischerweise Höhenlagen zwischen 1200 und 1450 Höhenmetern, sehr selten ist er auch in Höhenlagen bis 900 Metern anzutreffen. Dort, wo der Rotscheitel-Laubenvogel geeignete Lebensräume vorfindet, ist er vergleichsweise häufig. Auf Grund des kleinen Verbreitungsgebietes geht die IUCN jedoch von weniger als 10.000 geschlechtsreifen Individuen aus. Die Unzugänglichkeit des Gebirges trägt zum Schutz des Vogels bei. Die IUCN sieht auch keinen abnehmenden Bestandstrend.

## Lebensweise
Der Rotscheitel-Laubenvogel ist ein scheuer Vogel, der sich überwiegend in der mittleren bis oberen Baumkronenschicht aufhält. Er ist auch entlang von Waldrändern zu sehen und sucht gelegentlich die Gärten der indigenen Völker dieser Bergregion auf, wenn dort Gartenbäume Früchte tragen. Er lebt einzelgängerisch, in Paaren oder in kleinen Trupps vor. In den Trupps kommen typischerweise mehrere Weibchen auf jedes zum Trupp gehörende Männchen.
Rotscheitel-Laubenvögel sind wie für Laubenvögel typisch polygam. Ein Männchen verpaart sich mit mehreren Weibchen und nur das Weibchen kümmert sich um die Aufzucht der Jungvögel.

### Laubenbau

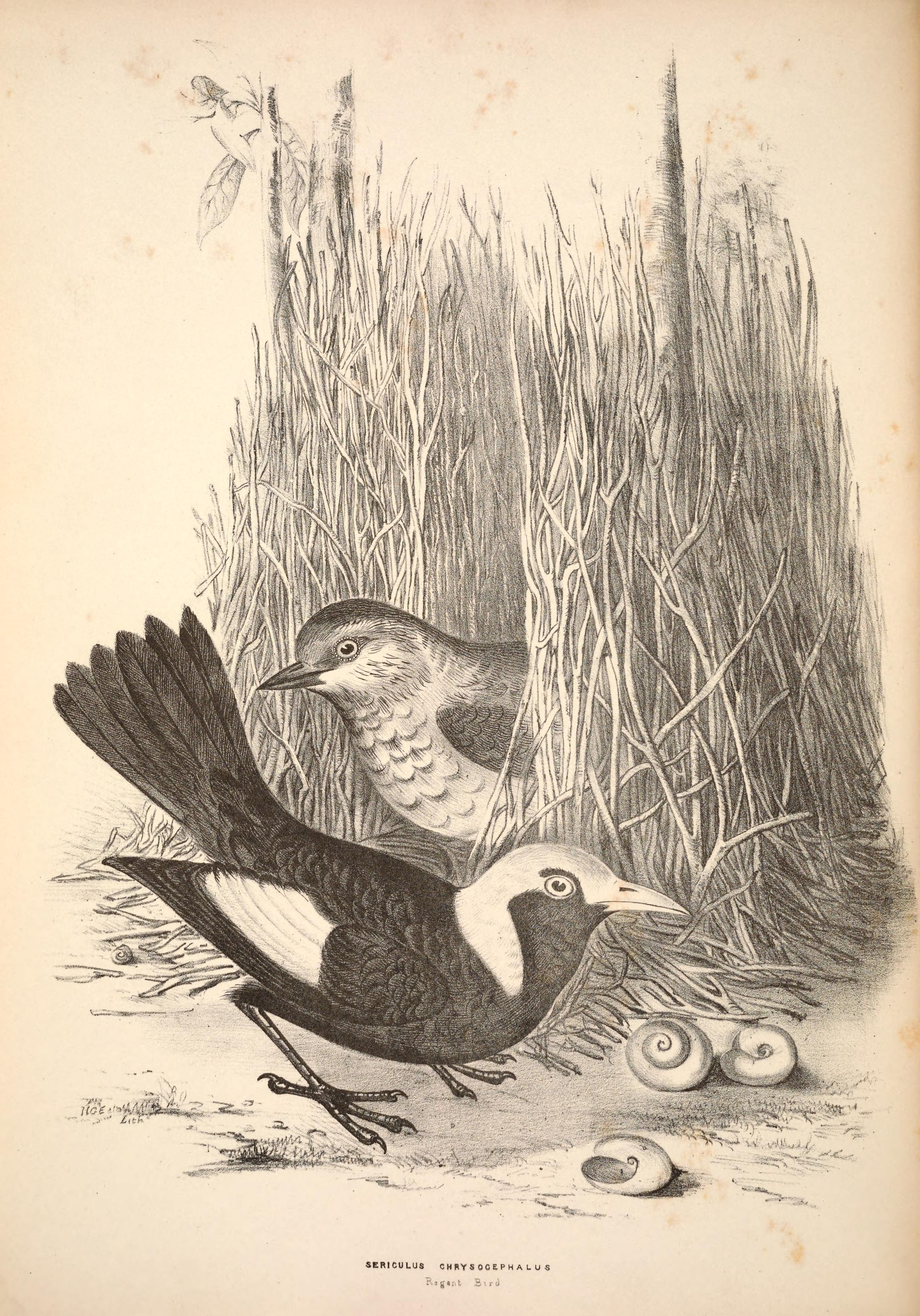
Laube des Gelbnacken-Laubenvogels. Der Rotscheitel-Laubenvogel baut eine ähnliche Laube

Wie für die meisten Laubenvögel typisch baut auch das Männchen des Rotscheitel-Laubenvogels eine Laube, die als Balzplatz dient. Der US-amerikanische Ornithologe Ernest Thomas Gilliard suchte gegen Ende der 1960er Jahre über mehrere Wochen mit zahlreichen Gehilfen vergeblich nach einer solchen Laube, so dass man für fast zwei Jahrzehnte davon ausging, dass diese Art der Laubenvögel zu denen zählt, die dieses elaborierte Balzverhalten nicht zeigen. Die ersten Lauben wurden erst im September 1986 entdeckt.
Die Lauben des Rotscheitel-Laubenvogels entsprechen denen, die man auch bei anderen Arten der Gattung Sericulus antrifft. Sie gehören zum sogenannten „Allee-Typ“ mit zwei parallelen, aus Ästchen errichteten Wänden. Die verbauten Ästchen haben einen Durchmesser von 1,5 bis 8,2 Millimeter. Die längsten verbauten Ästchen haben eine Länge von 32 Zentimeter. Die vom Männchen verbauten Ästchen weisen typischerweise keine Verzweigungen auf und sind leicht gebogen. Das Männchen verbaut auf der Außenseite der Allee die etwas dickeren Ästchen. Die Allee ist weist typischerweise eine Ost-West-Ausrichtung auf. Sie ist an der Außenseite 20 Zentimeter lang und 18 Zentimeter breit. Der erhöhte, mittlere Gang ist 13 Zentimeter lang und sieben Zentimeter breit.
Der Rotscheitel-Laubenvogel scheint zu den Laubenvögeln zu zählen, die ihre Laube mit farbigen Gegenständen dekorieren. Bei den bislang gefundenen Lauben waren dies ausschließlich blaue Gegenstände. Dazu zählen blaue Früchte der Gattung Dianella mit einem Durchmesser von einem Zentimeter sowie blauviolette Früchte der Gattung Elaeocarpus, wobei diese Laubenvogelart eine Präferenz für Dianella-Früchte zeigt. Lauben wiesen zwischen 8 und etwa 30 solcher blauen Gegenstände auf, wobei die Mehrzahl davon im Laubengang lag. Bei einer aktiven Laube war der Laubengang außerdem mit einem gelbbraunen Blatt dekoriert und vier bis fünf blaue Früchten waren am Laubeneingang platziert. Ein Ausmalen der Laube wurde bei dieser Art dagegen noch nicht nachgewiesen. Bei einem in Gefangenschaft gehaltenen Rotscheitel-Laubenvogel wurden Schwarzohr-Laubenvögel beobachtet, die die Laube aufsuchten und die ausgelegten blauen Früchte fraßen.
Wie lange sich ein Männchen des Rotscheitel-Laubenvogels an seiner Laube aufhält oder wie er um Weibchen wirbt, wurde bislang nicht beobachtet. Die sehr aufmerksamen Vögel reagieren auf Veränderungen in Laubennähe und werden auch durch verdeckt angebrachte Beobachtungsposten abgelenkt.

### Fortpflanzung
Es wurden bislang keine aktiven Nester dieser Art gefunden. Fortpflanzungsbereite Weibchen wurden im Monat August und Februar beobachtet beziehungsweise gesammelt. Ein Weibchen wurde im September beim Nestbau beobachtet. Das Weibchen nutzte als Nestbasis einen epiphytischen Farn mit baumfarnähnlichen Blättern, der sich auf einem Ast 15 Meter über dem Erdboden befand. Dieses Weibchen verbaute unter anderem Lianen, Ästchen sowie überwiegend trockene Blätter.

### Ernährung
Der Rotscheitel-Laubenvogel ernährt sich überwiegend von Früchten und Insekten. Er sucht fruchttragende Bäume auch in Sekundärwald und in den Gärten der indigenen Bevölkerung auf. Eine besondere Rolle scheinen Feigen in seiner Ernährung zu spielen.

## Trivia

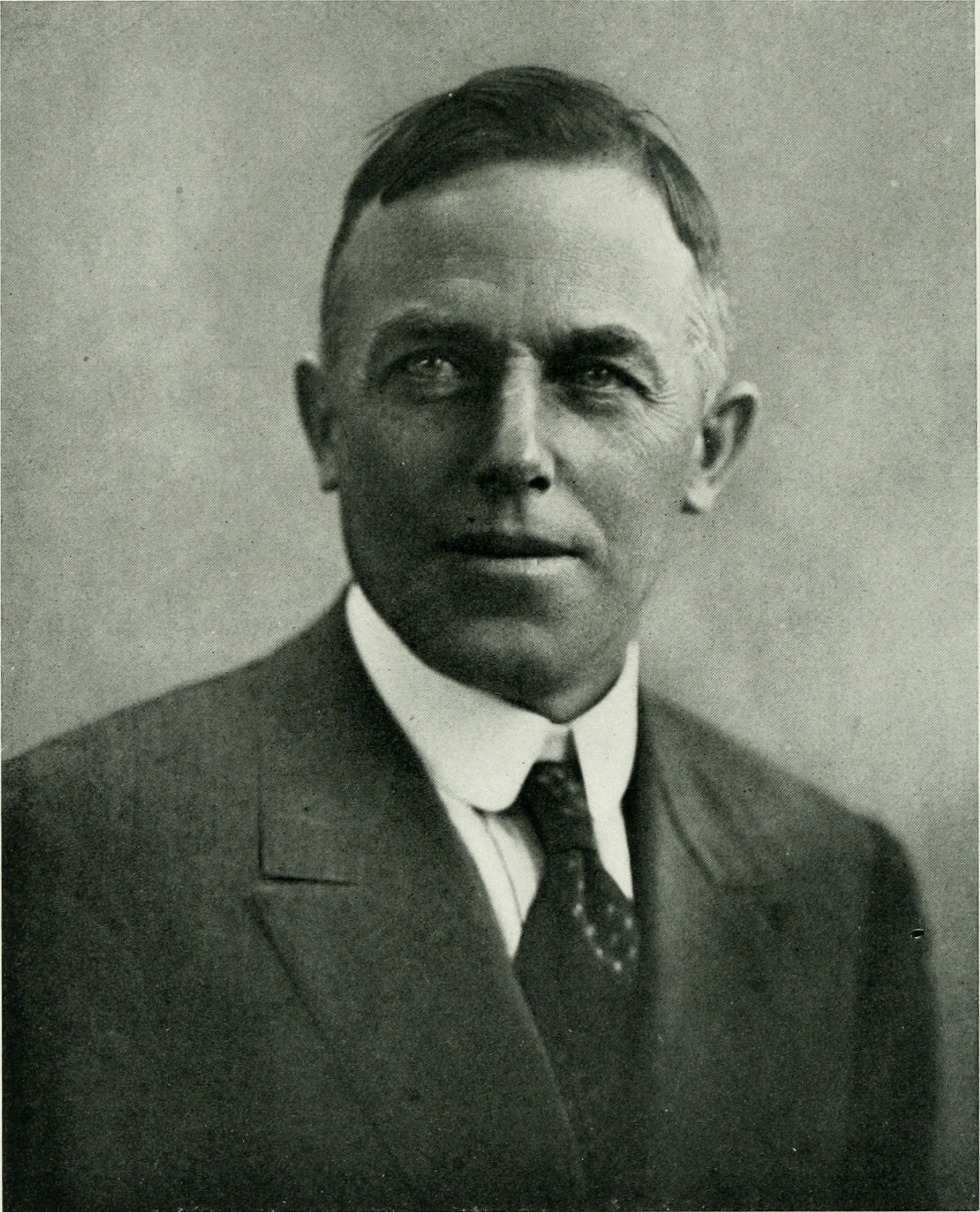
Rollo Howard Beck, der das Typus-Exemplar des Rotscheitel-Laubenvogels sammelte

Das Typusexemplar wurde in den 1920er Jahren von Rollo H. Beck (1870–1950) gesammelt, der im Auftrag des American Museum of Natural History zwischen 1920 und 1928 die Whitney South Seas Expedition leitete. Ziel dieser Expedition war der Südpazifik, während dieser Expedition besuchte Beck über 600 Inseln und Inselchen sowie über 1000 Örtlichkeiten. Als Beck 1929 nach Kalifornien zurückkehrte, hatte die Whitney South Seas Expedition über 40.000 Vogelbälge zusammengetragen.
Beck hielt den Fundort des Rotscheitel-Laubenvogels geheim, so dass die Typuslokalität für mehr als 30 Jahre unbekannt blieb. Clifford und Dawn Frith vermuten in ihrer Monographie zu den Laubenvögeln, dass dies geschah, weil Beck in das Sammlungsgebiet zurückkehren und dort weitere, noch nicht wissenschaftlich beschriebene Unterarten finden wollte. Erst nach seinem Tode erhielt der US-amerikanische Ornithologe Ernest Thomas Gilliard von Becks Witwe Informationen über den Fundort.
Das Artepitheton ehrt George Fisher Baker (1878–1937), einen US-amerikanischen Bankier, der Mitglied des Verwaltungsrates des American Museum of Natural History war. Bakers Ehefrau Edith wurde in ähnlicher Form geehrt: Das vom Aussterben bedrohte Blaustirn-Pfuhlhuhn, das zunächst in eine eigene Gattung gestellt wurde, erhielt den wissenschaftlichen Namen Edithornis sylvestris. Es wird heute allerdings in der Gattung Pareudirastes geführt.

## Einzelbelege
1. ↑   Handbook of the Birds of the World zum Rotscheitel-Laubenvogel, aufgerufen am 1. April 2017
2. 1 2 3   Sericulus bakeri in der Roten Liste gefährdeter Arten der IUCN 2016.10. Eingestellt von: BirdLife International, 2016. Abgerufen am 1. April 2017.
3. 1 2   Frith: The Bowerbirds - Ptilonorhynchidae. S. 343.
4. 1 2 3 4 5   Frith: The Bowerbirds - Ptilonorhynchidae. S. 344.
5. 1 2 3 4   Frith: The Bowerbirds - Ptilonorhynchidae. S. 345.
6. ↑   Frith: The Bowerbirds - Ptilonorhynchidae. S. 121.
7. 1 2   Frith: The Bowerbirds - Ptilonorhynchidae. S. 346.
8. ↑  B. Beolens, M. Watkins: Whose Bird?: Common Bird Names and the People They Commemorate, Christopher Helm, London, 2003